# 두순
두순(杜順,557年－640年), 법호(法號)는 법순(法順)이다. 중국 화엄종의 시조이다. 지엄에게 의발을 전하고 지엄은 법장에게 전했다.

## 화엄사
중국 서안시에위치한 화엄사에 두순선사탑(杜顺禅师塔)이 전한다.

## 자장
자장이 두순선사에게서 수학한 기록이 전한다.

## 같이 보기
- 율종